# Andrea Caldarelli

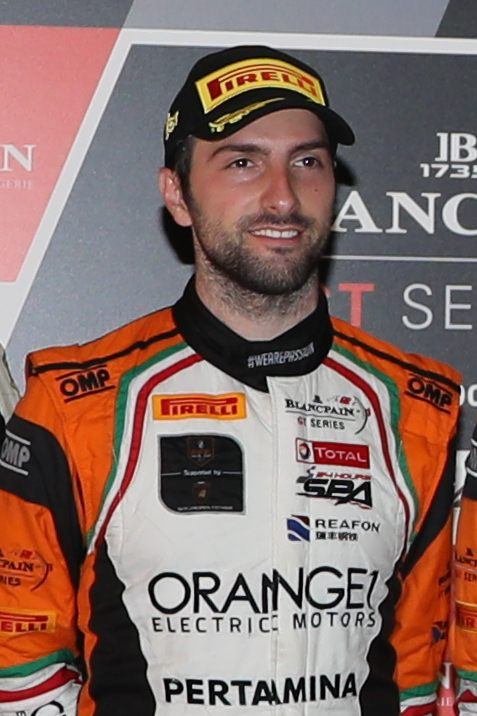
Andrea Caldarelli 2019

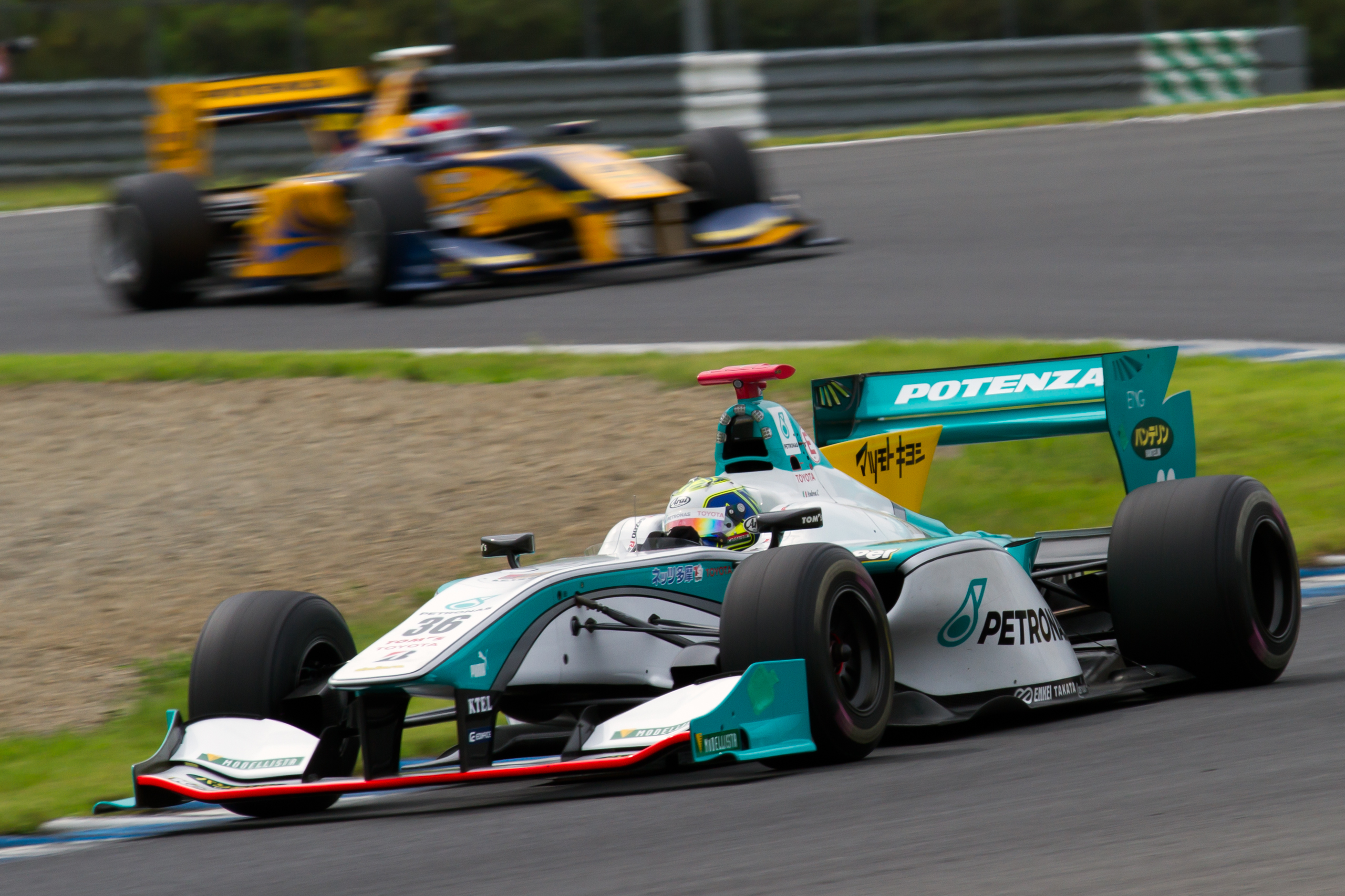
Andrea Caldarelli 2014 beim Super Formula-Rennen in Motegi

Andrea Caldarelli (* 14. Februar 1990 in Pescara) ist ein italienischer Automobilrennfahrer. Er trat mit Unterbrechungen von 2011 bis 2015 in der Super Formula an.

## Karriere
Nachdem Caldarelli seine Motorsportkarriere 2000 im Kartsport, den er bis 2003 ausübte, begonnen hatte, wechselte er nach einem Jahr Pause in den Formelsport. Mit einem Sieg wurde er Vierter in der Formel Azzurra. 2006 wechselte er in die italienische Formel Renault und belegte den 14. Platz in der Gesamtwertung. Außerdem gewann er ein Rennen der asiatischen Formel Renault Challenge und gab sein Debüt im Formel Renault 2.0 Eurocup. 2007 wechselte Caldarelli zum Prema Powerteam, für das er sowohl an der italienischen Formel Renault als auch im Formel Renault 2.0 Eurocup startete. 2008 startete er im Formel Renault 2.0 Eurocup und in der westeuropäischen Formel Renault. Für SG Formula startend wurde er in beiden Meisterschaften Dritter in der Gesamtwertung. 2009 blieb Caldarelli bei SG Formula und fuhr in der Formel-3-Euroserie. Mit einem dritten Platz als bestes Resultat belegte er den 14. Gesamtrang. Von 2007 bis 2009 war Caldarelli im Toyota Young Driver Programme. Im Dezember 2008 nahm er im Rahmen dieses Programmes an Formel-1-Testfahrten für Toyota teil.
2010 wechselte Caldarelli in die italienische Formel-3-Meisterschaft zu Prema Junior. Er entschied drei Rennen für sich und beendete die Saison auf dem dritten Gesamtrang. Als Belohnung für diese Leistung erhielt er Anfang Dezember die Gelegenheit an Formel-1-Testfahrten für die Scuderia Ferrari teilzunehmen. 2011 ging Caldarelli zunächst für Ocean Racing Technology in der GP2-Asia-Serie an den Start. Er belegte den 21. Platz in der Fahrerwertung. Anschließend wurde er von Tech 1 Racing für die Saison der GP3-Serie verpflichtet. Caldarelli verließ die GP3-Serie und Europa allerdings schon nach dem zweiten Rennwochenende in Richtung Japan, da er von Toyota die Möglichkeit erhielt, in der Formel Nippon zu fahren. Zu diesem Zeitpunkt lag er auf dem zweiten Platz in der Meisterschaft. Am Saisonende belegte er den zehnten Gesamtrang. In der Formel Nippon trat er 2011 für Kondō Racing an. Er blieb ohne Punkte und wurde 16. in der Gesamtwertung.
2012 wechselte Caldarelli in die Super GT und erhielt ein Cockpit beim Lexus Team KeePer Kraft. Er bildete ein Fahrerduo mit Yūji Kunimoto. Die beiden wurden 13. in der Fahrerwertung. 2013 trat Caldarelli für das Lexus Team KeePer TOM’S zusammen mit Daisuke Itō in der Super GT an. Mit zwei Podest-Platzierungen erreichten die beiden den achten Gesamtrang. Darüber hinaus vertrat er Loïc Duval bei Kygnus Sunoco Team LeMans bei drei Rennen der Super-Formula-Saison 2013, der Nachfolgeserie der Formel Nippon. 2014 gewannen Caldarelli und Ito ein Super-GT-Rennen und schlossen die Saison auf dem zweiten Platz ab. Darüber hinaus vertrat er erneut zweimal Duval in der Super Formula. Dabei wurde er einmal Dritter. Außerdem nahm Caldarelli an zwei Rennen der asiatischen GT-Meisterschaft teil.
2015 ging Caldarelli zusammen mit Ryō Hirakawa für TOM’S in der Super GT an den Start. Die beiden gewannen zwei Rennen und erreichten den fünften Platz in der Fahrerwertung. Darüber hinaus nahm er für das Lenovo Team Impul als Vollzeitpilot an der Super-Formula-Saison 2015 teil und erreichte den 14. Platz im Gesamtklassement. Ferner trat er abermals zu Rennen der asiatischen GT-Meisterschaft an.

## Persönliches
Caldarelli ist ein Schwager des Automobilrennfahrers Vitantonio Liuzzi.

## Statistik

### Karrierestationen
| - 2000–2003: Kartsport - 2005: Formel Azzurra (Platz 4) - 2006: Italienische Formel Renault (Platz 14) - 2007: Italienische Formel Renault (Platz 12) - 2007: Formel Renault 2.0 Eurocup (Platz 24) - 2008: Westeuropäische Formel Renault (Platz 3) - 2008: Formel Renault 2.0 Eurocup (Platz 3) | - 2009: Formel-3-Euroserie (Platz 14) - 2010: Italienische Formel 3 (Platz 3) - 2011: GP2-Asia-Serie (Platz 21) - 2011: GP3-Serie (Platz 10) - 2011: Formel Nippon (Platz 16) - 2012: Super GT (Platz 13) - 2013: Super GT (Platz 8) | - 2013: Super Formula (Platz 13) - 2014: Super GT (Platz 2) - 2014: Super Formula (Platz 12) - 2014: Asiatische GT, GT3 (Platz 52) - 2015: Super GT (Platz 5) - 2015: Super Formula (Platz 14) - 2015: Asiatische GT, GT3 (Platz 32) |

### Einzelergebnisse in der Formel Nippon/Super Formula
| Jahr | Team                      | Motor  | 1   | 2   | 3   | 4   | 5   | 6   | 7   | 8   | 9   | Punkte | Rang |
| ---- | ------------------------- | ------ | --- | --- | --- | --- | --- | --- | --- | --- | --- | ------ | ---- |
| 2011 | Kondō Racing              | Toyota | SU1 | AUT | FU1 | MO1 | SU2 | SUG | MO2 | MO2 | FU2 | 0      | 16.  |
| 2011 | Kondō Racing              | Toyota | DNF | DNF | 13  | 13  | C   | 9   | DNF | DNF | 9   | 0      | 16.  |
| 2013 | Kygnus Sunoco Team LeMans | Toyota | SU1 | AUT | FU1 | MOT | INJ | SUG | SU2 | SU2 | FU2 | 4      | 13.  |
| 2013 | Kygnus Sunoco Team LeMans | Toyota | 7   |     |     |     | C   |     | DNF | 5   |     | 4      | 13.  |
| 2014 | Kygnus Sunoco Team LeMans | Toyota | SU1 | FUJ | FUJ | FUJ | MOT | AUT | SUG | SU2 | SU2 | 7      | 12.  |
| 2014 | Kygnus Sunoco Team LeMans | Toyota |     |     |     | DNF | 3   |     |     |     |     | 7      | 12.  |
| 2015 | Lenovo Team Impul         | Toyota | SU1 | OKA | FUJ | MOT | AUT | SUG | SU2 | SU2 |     | 4      | 14.  |
| 2015 | Lenovo Team Impul         | Toyota | 11  | 6   | 9   | 11  | 15  | 16  | DNF | 12  |     | 4      | 14.  |

Anmerkungen
1. 1 2  Für den Fuji Sprint Cup wurden keine Punkte vergeben.

### Le-Mans-Ergebnisse
| Jahr | Team                  | Fahrzeug         | Teamkollege    | Teamkollege     | Platzierung | Ausfallgrund |
| ---- | --------------------- | ---------------- | -------------- | --------------- | ----------- | ------------ |
| 2024 | Lamborghini Iron Lynx | Lamborghini SC63 | Matteo Cairoli | Romain Grosjean | Rang 13     |              |

### Sebring-Ergebnisse
| Jahr | Team                  | Fahrzeug                      | Teamkollege       | Teamkollege     | Platzierung | Ausfallgrund |
| ---- | --------------------- | ----------------------------- | ----------------- | --------------- | ----------- | ------------ |
| 2022 | TR3 Racing            | Lamborghini Huracán GT3 Evo   | Mirko Bortolotti  | Marco Mapelli   | Rang 17     |              |
| 2024 | Lamborghini Iron Lynx | Lamborghini SC63              | Matteo Cairoli    | Romain Grosjean | Rang 7      |              |
| 2025 | Pfaff Motorsports     | Lamborghini Huracán GT3 Evo 2 | James Hinchcliffe | Marco Mapelli   | Rang 36     |              |

### Einzelergebnisse in der FIA-Langstrecken-Weltmeisterschaft
| Saison | Team                  | Rennwagen        | 1   | 2   | 3   | 4   | 5   | 6   | 7   | 8   |
| ------ | --------------------- | ---------------- | --- | --- | --- | --- | --- | --- | --- | --- |
| 2023   | Prema Racing          | Oreca 07         | SEB | POR | SPA | LEM | MON | FUJ | BAH |     |
| 2023   | Prema Racing          | Oreca 07         | 14  |     | 10  |     | 21  | 20  |     |     |
| 2024   | Lamborghini Iron Lynx | Lamborghini SC63 | KAT | IMO | SPA | LEM | SAO | AUS | FUJ | BAH |
| 2024   | Lamborghini Iron Lynx | Lamborghini SC63 |     |     | DNF | 13  |     |     |     |     |